# كوندي ناست ترافيلر
كوندي ناست ترافيلر (بالإنجليزية: Condé Nast Traveler)‏ مجلة أمريكية شهرية تصدرها دار كوندي ناست للمطبوعات وتغطي مواضيع السفر والطعام الراقي. أسسها هارولد إيفانز عام 1987 وكان رئيس تحريرها الأول. واستخدمت كوندي ناست مجلتها السابقة سجنتشر لتكون مصدرا للعديد من المشتركين في مجلتها الافتتاحية. وفي عام 1992، اشترت كوندي ناست حق اشتراك مجلة السفر والحياة الأوروبية لصالح كوندي ناست ترافيلر.